# Єсениці (Брежиці)
Єсениці (словен. Jesenice) — поселення в общині Брежиці, Споднєпосавський регіон, Словенія. Висота над рівнем моря: 150 м.